# Kamimine, Saga
Kamimine (上峰町 Kamimine-chō) là thị trấn thuộc huyện Miyaki, tỉnh Saga, Nhật Bản. Tính đến ngày 1 tháng 10 năm 2020, dân số ước tính thị trấn là 9.286 người và mật độ dân số là 730 người/km2. Tổng diện tích thị trấn là 12,8 km2.